# 로드하우 대벌레
로드하우섬 대벌레 또는 나무가재 로알려진 로드하우  대벌레 로드하우섬 그룹 에 서식하는 대벌레의 일종이다. 단일형 속 로드하우 대벌레 의 유일한 구성원이다. 1920년에 멸종된 것으로 추정되었으나 2001년에 재발견되었다. 이전 최대 서식지인 로드하우섬 에서 절멸 되었으며, 재발견된 개체수가 24개체로 이루어져 있어 "세계에서 가장 희귀한 곤충"으로 불린다. 불스피라미드 에서 극소수가 살고 있다.